# Phaeosaccardinula diospyricola
Phaeosaccardinula diospyricola är en svampart som beskrevs av Henn. 1905. Phaeosaccardinula diospyricola ingår i släktet Phaeosaccardinula och familjen Chaetothyriaceae.   Inga underarter finns listade i Catalogue of Life.